# Shahrestān di Rudbar Janub
Lo shahrestān di Rudbar Janub (farsi شهرستان رودبار جنوب) è uno dei 23 shahrestān della provincia di Kerman, il capoluogo è Rudbar. Lo shahrestān è suddiviso in 2 circoscrizioni (bakhsh): 
- Centrale (بخش مرکزی)
- Jazmurian (بخش جازموریان)